# Andrena incanescens
Andrena incanescens är en biart som beskrevs av Cockerell 1923. Andrena incanescens ingår i släktet sandbin, och familjen grävbin. Inga underarter finns listade i Catalogue of Life.